# Благовидова, Ольга Николаевна
Ольга Николаевна Благовидова  (1905—1975) — украинская советская оперная певица (меццо-сопрано) и педагог. Народная артистка УССР
Лауреат 1-го Всесоюзного конкурса музыкантов-исполнителей в Москве (1933, 2-я премия) и 1-го Всеукраинского конкурса вокалистов в Киеве (1937, 1-я премия). Член ВКП(б)/КПСС с 1945 года.

## Биография
Родилась  16 ( 29 - по новому стилю) мая 1905 года в Санкт-Петербурге.
В десятилетнем возрасте вместе с семьей переехала в Одессу. Обучаться игре на фортепиано начала в четыре года в Санкт-Петербурге, продолжив обучение музыке в Одессе у профессора Н. В. Чегодаевой. В 1921 году поступила на вокальное отделение Одесского музыкально-драматического института (ныне Одесская национальная музыкальная академия имени А. В. Неждановой), где училась по 1925 год в классе профессора Ю. А. Рейдер.
В 1928—1931 годах Ольга Благовидова — солистка Большого театра СССР, в 1931—1932 годах — Тбилисского театра оперы и балета (ныне Грузинский театр оперы и балета имени Палиашвили), с 1932 года — Одесского театра оперы и балета. Во время Великой Отечественной войны находилась в эвакуации и работала в Казахском театре оперы и балета (1941—1944).
За годы артистической деятельности Ольга Благовидова исполнила более 30 оперных партий и много камерных произведений. Среди её партий — Кармен («Кармен» Бизе), Графиня («Пиковая дама» Чайковского), Аксиния («Тихий Дон» Дзержинского), Терпилиха («Наталка Полтавка» Лысенко) и другие.
В 1948 году Ольга Николаевна целиком перешла на педагогическую деятельность (преподавала вокал), которую вела наряду с певческой с 1933 года. С 1951 года была профессором Одесской консерватории. В числе её учеников — Б. Руденко, Н. Огренич, И. Пономаренко, З. Христич, А. Ворошило, Л. Шемчук, Г. Васько, Т. Бобошко, А. П. Жилкин, Л. Цуркан и многие другие. Примечательно, что О. Н. Благовидова была единственным педагогом в бывшем Советском Союзе, три студента которого на конкурсе им. Чайковского завоевали первые премии: Николай Огренич (1970), Иван Пономаренко (1974) и Людмила Шемчук (1978).
Являлась членом научно-методического совета при Министерстве культуры СССР, членом экспертной Высшей аттестационной комиссии СССР, неоднократно избиралась депутатом Одесского городского Совета.
Умерла 23 октября 1975 года в Одессе.

## Награды
- два ордена Трудового Красного Знамени (24.11.1960 и 1975)
- Заслуженная артистка УССР (1946).
- Народная артистка УССР (1969).